# Jean Rondeau (autocoureur)

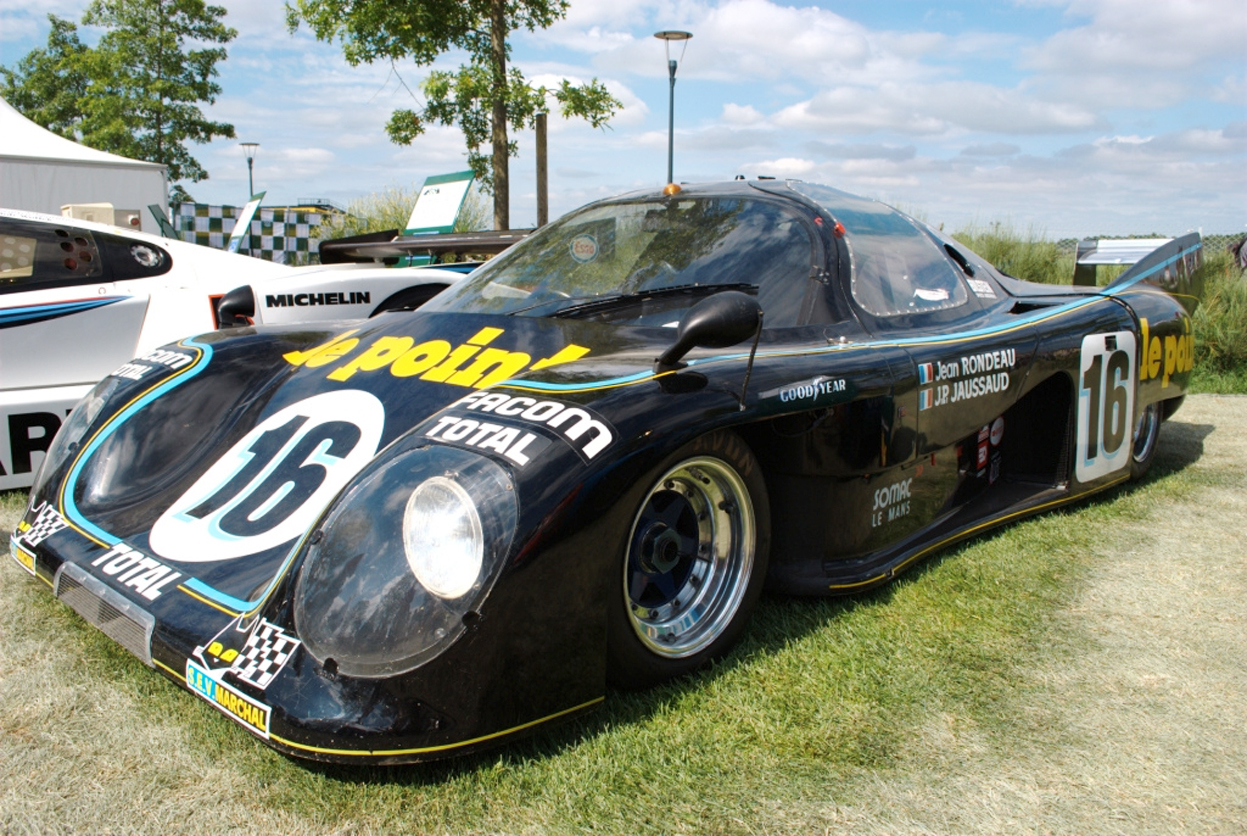
De Rondeau M379B, waarmee Rondeau in 1980 de 24 uur van Le Mans won.

Jean Rondeau (Le Mans, 13 mei 1946 - Champagné, 27 december 1985) was een Frans autocoureur en constructeur. In 1980 won hij de 24 uur van Le Mans in een auto met zijn eigen naam. Hij is de enige coureur in de geschiedenis van de race die dit heeft gepresteerd.

## Carrière
Rondeau begon zijn autosportcarrière in het formuleracing. Hij nam deel aan de Formule Renault, voordat hij overstapte naar de saloon cars. In 1972 nam hij voor het eerst deel aan de 24 uur van Le Mans. Al in 1975 bouwde Rondeau zijn eigen auto's en kreeg hij het behangbedrijf Inaltéra als sponsor. Rondeau bouwde zes auto's die deel zouden nemen aan de GT-klasse van de 24 uur van Le Mans. In 1976 en 1977 was hij de teamleider van Inaltéra, voor wie hij in 1977 samen met Jean Ragnotti de overwinning behaalde in de GTP-klasse.
Nadat Inaltéra zich terugtrok als sponsor, ging Rondeau door met een nieuw ontworpen auto. Deze auto, de Rondeau M378, droeg zijn eigen naam en werd aangedreven door een motor van Ford. Ook kreeg hij een nieuwe sponsor, de liftconstructeur Otis. In 1978 won Rondeau, samen met Bernard Darniche en Jacky Haran, de GTP-klasse van deze race. In 1979 wist hij de diensten van drievoudig Le Mans-winnaar Henri Pescarolo voor zijn team te strekken.
In 24 uur van Le Mans 1980 wonnen Rondeau en Jean-Pierre Jaussaud in een Rondeau M379B de 24 uur van Le Mans. Rondeau werd hiermee de eerste en enige coureur die de race won in een auto die hij heeft ontworpen en die zijn eigen naam draagt. Een andere Rondeau, met Gordon Spice, Philippe Martin en Jean-Michel Martin achter het stuur, eindigde in die race als derde en als eerste in de GTP-klasse. In 1982 was het team van Rondeau in de strijd om het World Sportscar Championship te winnen, maar zij eindigden uiteindelijk achter Porsche als tweede. Als gevolg van een controversiële regel, waarin stond dat Porsche ook punten van privéteams mee mocht tellen in hun eigen puntentotaal, verliet Otis het team. Zij werden als hoofdsponsor vervangen door Ford. Zij verlieten na 1983 echter ook het team wegens onbetrouwbare auto's en teleurstellende resultaten. Aan het eind van het jaar hield het team van Rondeau op te bestaan, alhoewel de auto's van het team nog tot 1988 rond bleven rijden in handen van privéteams.
In 1984 werd Rondeau, in een Porsche 956B die hij deelde met John Paul jr., tweede in de 24 uur van Le Mans voor het team Preston Henn. In 1985 nam hij voor de laatste keer in de race in een Peugeot van Welter Racing. Op 27 december 1985 kwam Rondeau om het leven toen zijn auto nabij de Franse plaats Champagné werd geraakt door een trein.